# Unai López
Unai López Cabrera (Errenteria, 30 de outubro de 1995) é um futebolista profissional espanhol que atua como meia. Atualmente defende o Rayo Vallecano.

## Carreira
Unai López começou a carreira no Athletic Bilbao.

## Títulos
Rayo Vallecano
- Segunda Divisão Espanhola: 2017–18

### Athletic Bilbao
- Supercopa da Espanha: 2020-21